# Телескоп (рыбка)

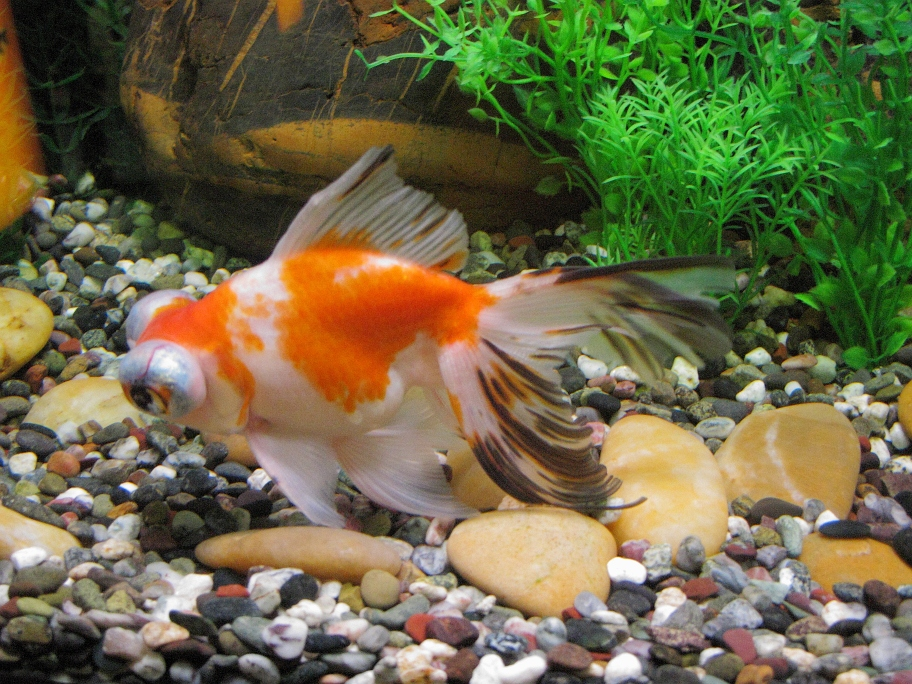
Телескоп

дэмэкин (яп. 出目金, пучеглазая золотая рыбка)) телескоп— одна из искусственно культивированных  пород аквариумной «золотой рыбки» (лат. Carassius gibelio forma auratus (Bloch, 1782)), отличительной  особенностью которых являются огромные выпуклые глаза.

## История происхождения
Долгие годы телескопы были широко распространены только в Азии: — в Европу попали только в 1872 году, когда для Пьера Карбонье (1829—1883) — известного аквариумиста-рыборазводчика Франции, доставили несколько рыбок. Благодаря стараниям Карбонье, эти рыбы распространились по всей Европе уже через год. В том же 1872 году телескопы появились и в России, куда Пьер продал двух самочек для коллекции А. С. Мещерского (1848—1905).
К началу XX века российская аквариумистика имела своих селекционных телескопов, которыми была вправе гордиться. Стараниями аквариумистов (Овчинников, Золотницкий, Муханов, Смирнов, Горский, Нетер, Папе, Козлов и др.) были выведены и закреплены многие вариететы, составлявшие золотой фонд аквариумного рыбоводства. В конце XIX века Козловым была выведена черно-бархатная разновидность телескопа с длинными плавниками и роскошным «юбочным» хвостом, которая высоко ценилась не только в России, но и далеко за её пределами. За рубежом эту диковинную рыбу прозвали «московским черным телескопом».
В 1941 году московским любителем Андриановым была выведена разновидность чёрного телескопа с рубиново-красными глазами.
К сожалению, многие уникальные породы русских линий (белые, красно-белые вуалевые, цветовые вариации бесчешуйных с «обычными» и вуалевыми плавниками) в настоящее время безвозвратно утрачены и нигде более не встречаются.

## Описание

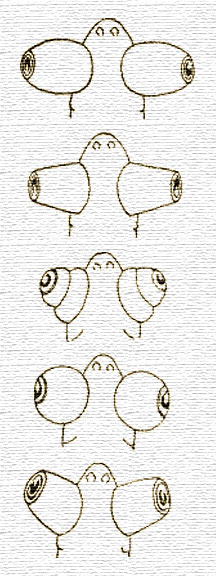
Разновидности формы глаз Телескопов, одной из пород золотых рыбок. Иллюстрация из книги Н. Ф. Золотницкого (1851—1920 гг) «Аквариум любителя»

Китайский телескоп имеет форму тела и плавников такую же, как и веерохвост, но отличается выпуклыми глазами, из-за которых и получил своё название. Глаза телескопов могут быть разнообразны по величине, форме и направлению их осей. Длина глаз достигает до 5 см у крупных представителей данной породы. Чаще встречаются глаза шаровидные или конические, реже цилиндрические. Обычно глаза направлены в разные стороны и часто несколько вперед так, что ось каждого глаза оказывается перпендикулярной поверхности головы. Телескоп, глаза которого направлены вверх, выведен в Китае в качестве отдельной, довольно устойчивой разновидности — небесного ока, или «звездочета», который также отличается отсутствием спинного плавника.

### Вариации
Телескопы делятся на чешуйчатых и бесчешуйчатых. Бесчешуйчатые — на одноцветных и ситцевых. Одноцветные чаще бывают красными или белыми. Поверхность тела у бесчешуйчатых телескопов не имеет такого металлического блеска, как у чешуйчатых, плавники чаще белые, иногда испещренные черным, реже с красной примесью. Красный цвет бесчешуйчатых имеет очень красивый алый оттенок.
Бесчешуйчатый вуалехвостый телескоп получен в результате скрещивания китайского бесчешуйчатого телескопа с коротким хвостом и вуалехвоста. Эту породу рыбок можно назвать просто телескопом, поскольку он является современной комбинацией наиболее интересных особенностей золотой рыбки — телескопа: элегантных и грациозных плавников, яркой многоцветной окраски и поражающей гротескности драконообразных выпученных глаз. Длина и форма плавников телескопа несколько уступают плавникам вуалехвоста, а окраска — окраске шубункина. Величина глаз не уступает величине глаз китайского короткохвостого телескопа.

#### Интересный факт
В Японии существует вид обыкновенных телескопов, на теле которых японцы ухитряются изобразить рисунки китайских и японских иероглифов, составляющих инициалы собственников рыб: части тела рыбы предварительно вытираются досуха и затем на них пишутся кисточкой, окунутой в слабый водный раствор хлора, те буквы или знаки, которые желают воспроизвести; способ чрезвычайно прост, а между тем получаемые на оранжевом и особенно на темно-красном фоне тела рыб белые знаки выдаются очень рельефно и помеченные ими рыбы являются замечательно оригинальными.

## Условия содержания и размножения
Рыб содержат при:
- Жёсткость воды (GH) до 20°;
- Кислотность воды (pH) 6,5-8,0;
- Температура (t) 12-28 °C.

Требовательны к высокому содержанию кислорода в воде. Можно содержать в стае с другими спокойными рыбами. Не желательно содержать с харациновыми рыбами, которые трепят и обрывают их плавники. Цихлиды и бойцовые рыбки могут высосать глаза рыб.

### Кормление
К кормам неприхотливы и всеядны: едят как живую, так и растительную пищу, а также сухие корма.

### Размножение
Половозрелость и возможность их размножения наступает через год после вылупления мальков из икринок. Подготовка к нересту аналогична описанной для других карповидных: нерестовик обустраивается в центре 100—150 литрового аквариума с нерестовой решеткой, одним или двумя распылителями и пучком мелколиственных растений в центре. На одну самку 2-х самцов. Плодовитость от 2 до 10 тыс. икринок. Личинка выходит через 2 суток. На 5-й день мальки начинают плавать. Кормление мальков — коловраткой.
Для разведения:
- Показатели жёсткости воды (GH) 8-15°;
- Кислотность воды (pH) 7,0-8,0;
- Температура (t) 22-28 °C.

## В аквариумистике и прудовом хозяйстве
Рыбка подходит для содержания в холодноводном аквариуме с большим пространством для свободного плавания. Красива в оранжереях. Благодаря выносливости породы, её можно содержать в декоративном пруду на улице. Предпочитает сообщество себе подобных, яркий свет и обилие свободного пространства. Эффективная фильтрация и регулярная подмена воды. При оформлении водоема рекомендуется использовать сыпучий мелкофракционный грунт, камни, коряги, живые или пластиковые растения, в том числе плавающие. При оформлении необходимо избегать применение предметов с острыми гранями и краями, за которые вуалевые разновидности рыбок могут пораниться во время плавания и, зацепившись — оборвать плавники.